# قرارداد مارسی
قرارداد مارسی (انگلیسی: The Marseille Contract) فیلمی بریتانیایی در سبک جنایی به کارگردانی رابرت پریش است که در سال ۱۹۷۴ منتشر شد.

## بازیگران
- مایکل کین
- آنتونی کوئین
- جیمز میسون
- موریس رونه
- الکساندرا استوارت
- پیر سالینجر
- ورنون دوبتچف
- کاترین روول